# André Canonne
Pour les articles homonymes, voir Canonne.
André Canonne, né le 2 décembre 1937 et décédé le 13 août 1990, est un bibliothécaire et écrivain belge. Il a longtemps combattu pour une lecture publique de qualité en Communauté française de Belgique.

## Biographie
Né dans la commune de Wasmes, dans l’actuelle entité de Colfontaine, André Canonne interrompt rapidement ses études secondaires pour entrer dans le monde du travail comme ouvrier typographe. Toutefois, il n’apprécie pas cette arrivée dans le monde du travail. C'est pourquoi à partir de 1957, il commence à suivre « les cours dispensés […] par […] le Ministère de la Culture française ». Un an plus tard, il obtient son certificat d’aptitude aux fonctions de bibliothécaire et s’inscrit « à un cours complémentaire organisé par le Centre Culturel du Hainaut, et obtient le diplôme en 1959 ».
Sa soif d’apprendre la bibliothéconomie ne s’arrête pas là. Il s’inscrit à l’école de bibliothécaires de la province de Brabant. Tout en travaillant la journée, il se rend maintes fois à Bruxelles pour suivre les cours du soir. Il obtient alors son diplôme de gradué en 1962 avec un mémoire portant sur l’expressionnisme dans l’art.
Parallèlement à ses études, André Canonne accède en 1960 au poste de bibliothécaire-adjoint à la bibliothèque centrale du Hainaut. Trois ans plus tard, il devient « coresponsable des sections adultes et adolescents, jusqu’en 1971. Cette année-là, où il est promu bibliothécaire en chef […] du service itinérant ».
Il est convié en 1963, par le Service des bibliothèques publiques du Ministère de la Culture française, à enseigner la catalographie et les classifications[C'est-à-dire ?]. Ce service le charge aussi des cours de bibliothéconomie en 1965 et 1966. Il sera par ailleurs invité « à la commission de révision du programme et des cours pour le certificat d’aptitude, afin d’assurer une uniformité des données enseignées ».
En 1968, André Canonne est préposé « pour mettre en place et coordonner la revue de presse du Cacef ». 1Un groupe de bibliothécaire est alors créé, qui deviendra l’Association Professionnelle des Bibliothécaires et Documentalistes (APBD). Il devient la même année bibliothécaire à la bibliothèque communale de Manage avec son épouse[réf. incomplète].
Le 1er mai 1978, il devient bibliothécaire en chef de la Bibliothèque Centrale du Hainaut.
En 1983, parallèlement à ses fonctions de bibliothécaire à la province de Hainaut et à la bibliothèque communale de Manage, il devient directeur du Centre de lecture publique de la communauté française (CLPCF). Au CLPCF, il insuffle un vent nouveau (notamment via la revue Lectures) et sauve, par ailleurs, le Mundaneum qui avait été complètement laissé à l'abandon.. 
Le Mundaneum  a été créé à l’initiative de Paul Otlet et Henri La Fontaine. Ils souhaitaient réunir en un endroit unique les collections d’associations internationales (dont l’Office international de bibliographie) ainsi que le répertoire bibliographique universel (RBU) contenant plus de dix-huit millions de fiches. Malmenées au gré de l’histoire, ces collections déménagèrent souvent et étaient conservées, selon André Canonne, dans des conditions déplorables. « En 1984, avec l’appui de M. Philippe Moureaux, Ministre-Président de l’Exécutif, [il] entame des négociations avec les représentants de l’ASBL Les Amis du Palais Mondial ». Ces négociations aboutiront à la dissolution de l’ASBL et « le patrimoine est dévolu au [CLPCF] en 1985-1986 ».
En 1989, un an avant sa mort, il est « chargé dans le cadre des accords culturels entre la République du Sénégal et la Communauté française de Belgique, d’une mission relative au réseau des bibliothèques publiques du Sénégal ». La même année, il réédite le Traité de la documentation d’Otlet  via le concours du CLPCF.
Il décède d'une crise cardiaque le 13 août 1990.

## Prix André Canonne
Depuis 1992, l'Association Professionnelle des Bibliothécaires et Documentalistes remet un Prix André Canonne destiné à encourager la lecture chez les jeunes de moins de 18 ans. Il récompense un projet d’actions à la sensibilisation à la lecture, en finançant sa réalisation. Le prix est décerné tous les trois ans.

## Œuvres

### Romans
- L'Arsor (Ed. Plurielles, 1979)

### Nouvelles
- Il sera un jour (Les marées de la Nuit, 1991)
- Fernand ou l'impossible histoire (Inédit, 1980. Revu en 1989)

### Ouvrages bibliothéconomiques
- Manuel élémentaire de catalographie (Ed. du CLPCF, 1986,  (ISBN 2-87130-008-9))
- Dis, donne moi une histoire : répertoire thématique d'albums de fictions pour enfants (Ed. du CLPCF, 1989 ; en collaboration avec Colette Canonne-Dambrain)
- Vocabulaire élémentaire des classifications (Ed. du CEFAL, 1993,  (ISBN 2-87130-029-1))
- Traité de documentation : le livre sur le livre, théorie et pratique (Ed. du CLPCF, 1989 ; réimp. de l'éd. de 1934 ; Préface de Robert Estivals, Avant-propos d'André Canonne.  (ISBN 2-87130-015-1))